# Miechunka rozdęta

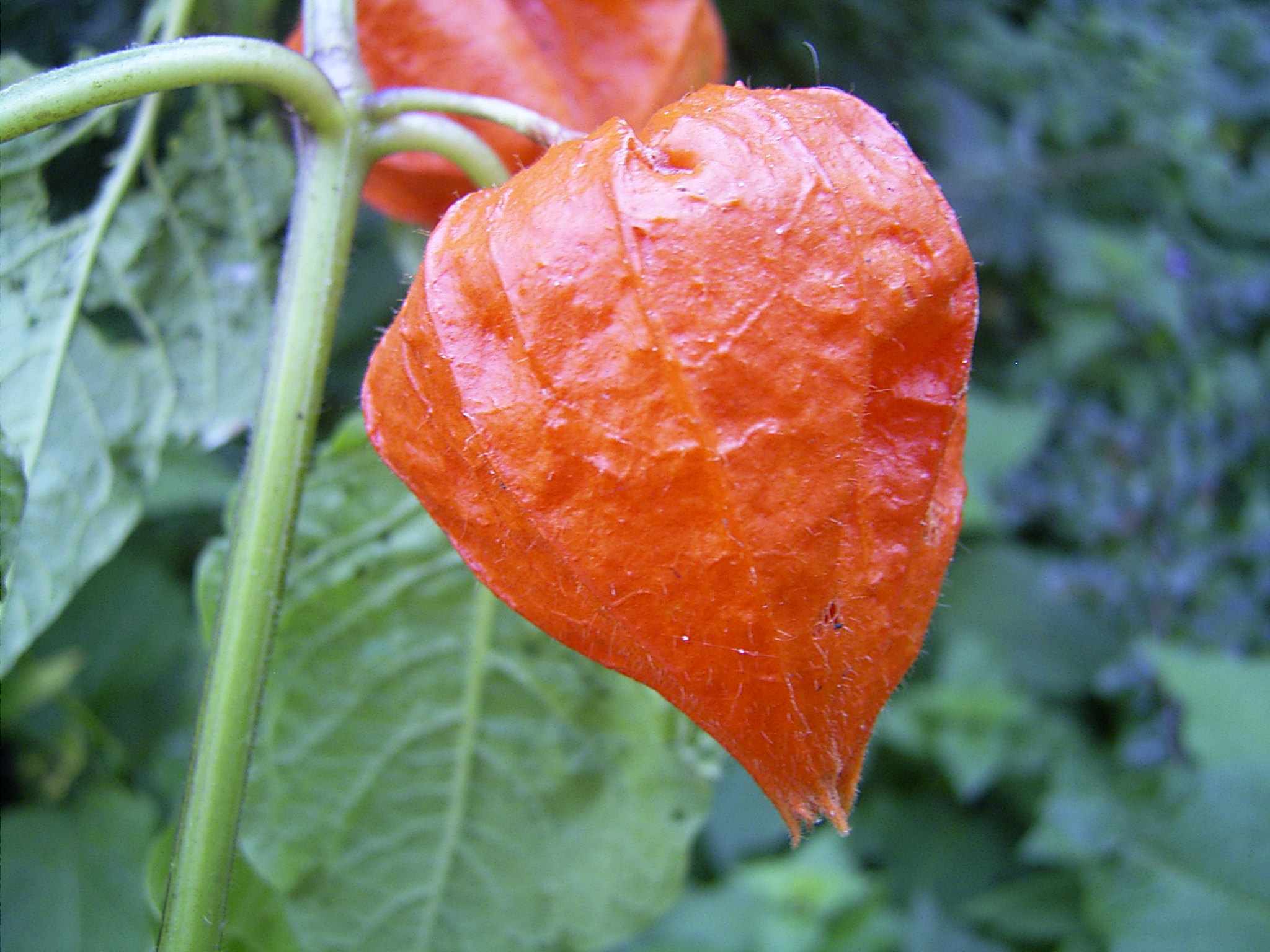
Owoce otoczone rozdętym kielichem

Miechunka rozdęta (Physalis alkekengi) – gatunek byliny  z rodziny psiankowatych. Zwyczajowe nazwy: garliczka, pęcherznica. Pochodzi ze środkowej, zachodniej i południowej Europy oraz z Azji (tutaj głównie z obszarów o umiarkowanym klimacie, ale także tropikalnych Indii). Jako gatunek zawleczony lub uciekinier z upraw rozprzestrzenił się gdzieniegdzie w innych regionach świata, w wielu krajach jest też uprawiany. Czasami dziczeje z upraw. Status gatunku we florze Polski: kenofit.

## Morfologia
ŁodygaWzniesiona, krótko owłosiona, o wysokości do 1 m, pojedyncza, lub słabo rozgałęziona. Pod ziemią roślina posiada kłącze.
LiścieJajowate, całobrzegie, czasami zatokowo ząbkowane.
KwiatyPojedynczo wyrastające na zwisłych szypułkach. Dzwonkowaty, 5-płatkowy kielich podczas owocowania silnie rozrasta się, jest silnie rozdęty, prawie kulisty otaczając owoc. Ma charakterystyczny cynobrowoczerwony kolor. Korona kwiatu jest 5-płatkowa, brudnobiała, wewnątrz niej znajduje się 1 słupek i 5 pręcików.
OwocPomarańczowa lub szkarłatna, błyszcząca, dwukomorowa jagoda o wielkości wiśni.

## Zastosowanie
- Roślina ozdobna. Jest dość często uprawiana w przydomowych ogródkach. Zdobi przez długi czas, aż do samej zimy swoim barwnym kielichem otaczającym owoc. Nie ma specjalnych wymagań co do gleby. Najłatwiej rozmnażać ją z odrostów korzeniowych, które stale tworzy z podziemnych kłączy. Geofit – nadziemna część obumiera na zimę, ale z kłączy roślina odtwarza się na wiosnę.
- Owoce są czasami używane do potraw jako przyprawa.